# Eden Prairie
Eden Prairie est une ville des États-Unis ; elle est située au sud-ouest de Minneapolis dans le comté de Hennepin, dans l’État du Minnesota. La population de la ville était de 64 198 habitants lors du recensement de 2020. C'est la seizième ville la plus peuplée de l'État.